# Thiemitz (Schwarzenbach am Wald)
Thiemitz ist ein Gemeindeteil der Stadt Schwarzenbach am Wald im Landkreis Hof (Oberfranken, Bayern). Thiemitz liegt in der Gemarkung Bernstein am Wald. Der Weiler Untere Thiemitz zählt zum Gemeindeteil Thiemitz.

## Geografie
Das Dorf liegt inmitten der Forst Schwarzenbach am Wald an der Thiemitz und an einem namenlosen rechten Zufluss der Thiemitz, der innerorts in diese mündet. Die Kreisstraße HO 32/KC 2 führt entlang der Thiemitz nach Grubenberg zur Staatsstraße 2194 (2,8 km nordöstlich) bzw. an der Räumlasmühle vorbei nach Untere Thiemitz, das mit Thiemitz eine geschlossene Siedlung bildet (1,7 km südwestlich). In Richtung Grubenberg befindet sich an der HO 32 der Straßenaufschluss Thiemitzwand, der als Geotop ausgezeichnet ist.

## Geschichte
Der dem Ortsnamen zugrunde liegende Gewässername leitet sich von „temenica“ (slaw. für ‚dunkler Bach‘) ab.
Thiemitz gehörte zur Realgemeinde Hirschberglein. Gegen Ende des 18. Jahrhunderts bestand Thiemitz aus drei Anwesen (2 Gütlein, 1 Tropfhaus). Die Hochgerichtsbarkeit sowie die Grundherrschaft über sämtliche Anwesen hatte das bayreuthische Kasten- und Richteramt Lichtenberg.
Von 1797 bis 1810 unterstand Thiemitz dem Justiz- und Kammeramt Naila. Infolge des Ersten Gemeindeedikts wurde Thiemitz dem 1812 gebildeten Steuerdistrikt Bernstein am Wald und der zugleich entstandenen Ruralgemeinde Bernstein zugewiesen. Am 1. Mai 1978 wurde Thiemitz im Zuge der Gebietsreform in Bayern nach Schwarzenbach eingegliedert.

### Ehemalige Baudenkmäler
- Alte Thiemitzbrücke („Bamberger Brücke“). Neben der Bundesstraße 173, etwa 100 Meter oberhalb der Einmündung der Thiemitz in die Wilde Rodach gelegene Hausteinbogenbrücke aus Sandstein zu einem Joch, um 1773 errichtet. In der Mitte der westlichen Brüstung segmentbogig schließender Grenzstein, außenseitig mit Bamberger Wappen.[9]
- Grenzstein zwischen Markgrafschaft Bayreuth und Hochstift Bamberg, an der Einmündung des aus dem Thongrund kommenden Bächleins in die Thiemitz. Sandsteinquader; ostseitig Markgrafenadler, darunter bezeichnet „1773“; westseitig Wappen des Hochstifts, darunter bezeichnet „1773“; südseitig bezeichnet „No. 2“.[9]

### Einwohnerentwicklung
| Jahr      | 1819  | 1861   | 1871   | 1885   | 1900   | 1925   | 1950   | 1961   | 1970   | 1987   | 2020  |
| Einwohner | 62    | 117    | 117    | 92     | 74     | 66     | 77     | 63     | 54     | 45     | 35    |
| Häuser    |       |        |        | 12     | 11     | 11     | 11     | 13     |        | 16     |       |
| Quel      | [ 7 ] | [ 11 ] | [ 12 ] | [ 13 ] | [ 14 ] | [ 15 ] | [ 16 ] | [ 17 ] | [ 18 ] | [ 19 ] | [ 1 ] |

## Religion
Thiemitz ist evangelisch-lutherisch geprägt und bis heute nach St. Jakobus (Geroldsgrün) gepfarrt.